# Кефали-лизы
Кефали-лизы (лат. Liza) — род лучепёрых рыб семейства кефалевых.

## Описание
Задняя часть верхней челюсти изогнута ниже кончика верхней челюсти. Преорбитальная кость изогнута. Анальный плавник состоит из 9 лучей. Желудок очень короткий и толстый.

## Экология
Обитают эстуариях в тропических и умеренно-умеренных регионах. Выдерживают широкий диапазон солености

## Виды
В состав рода включают 6 видов:
- Liza carinata — Килеватая кефаль[4]
- Liza klunzingeri
- Liza luciae — Сент-люсийская кефаль[4]
- Liza mandapamensis
- Liza persicus
- Liza ramsayi